# Olivier Roellinger
Pour les articles homonymes, voir Roellinger.
Olivier Roellinger, né le 14 septembre 1955 à Cancale (Ille-et-Vilaine), chef cuisinier jusqu’à l’âge de 53 ans, il se reconvertit alors dans le commerce d’épices.

## Biographie
Fils de médecin, il étudie la chimie « pour faire plaisir à maman ». À l’âge de 13 ans, son père rompt tout contact avec lui, tout en continuant à pratiquer la médecine dans une aile de la maison familiale. En 1976, à 21 ans, alors qu'il est étudiant en Math Sup, il est agressé à coup de barre de fer par cinq mineurs, puis laissé pour mort. Après plusieurs semaines de coma, il reste deux ans en convalescence, subissant de multiples opérations, puis commence à cuisiner pour « croquer la vie », il passe alors un CAP de cuisinier. 

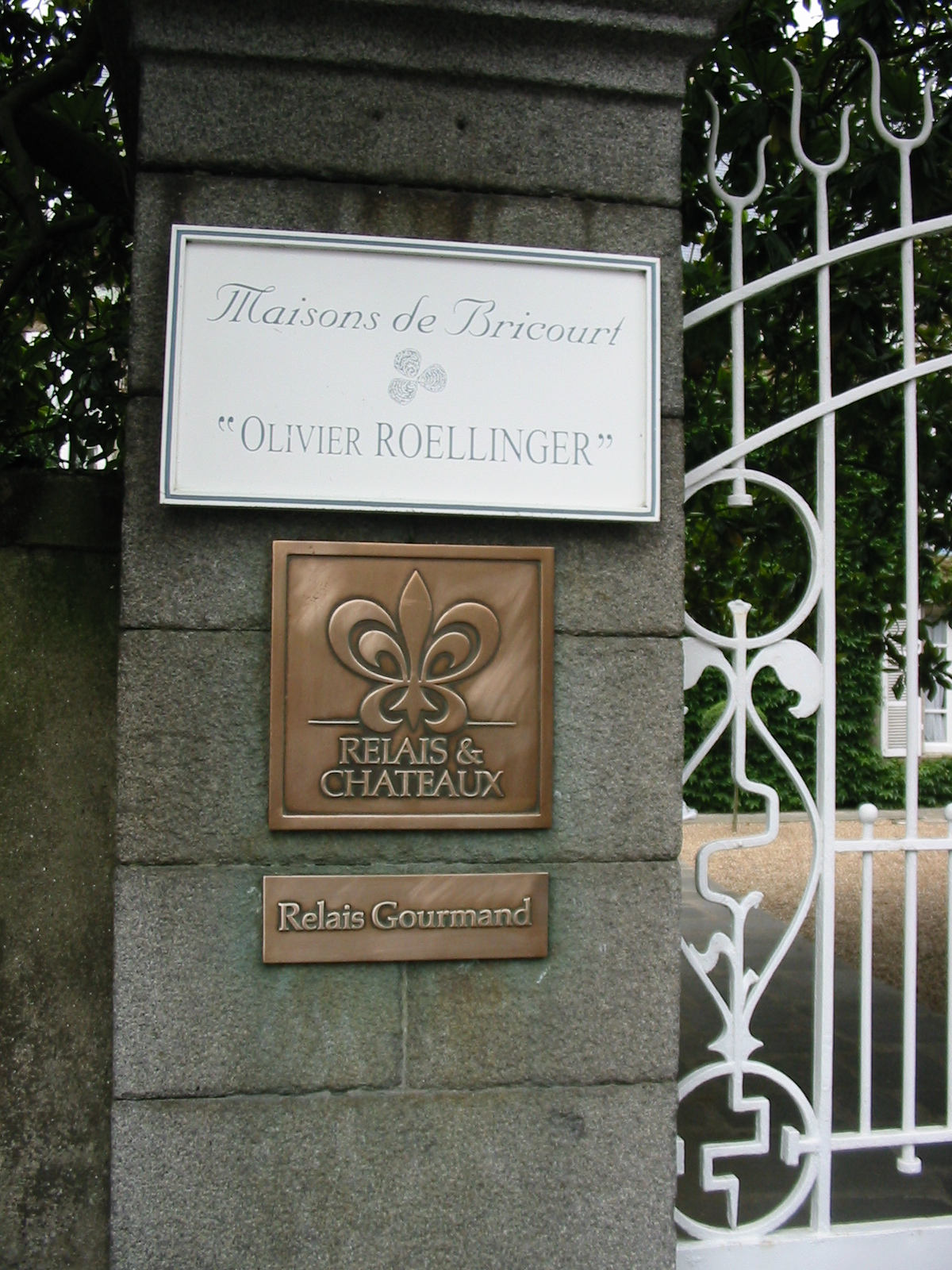
Plaque des « Maisons de Bricourt ».

En 1982, il crée une table d'hôte dans la demeure familiale (une malouinière se nommant « Maison de Bricourt » à Cancale) et est distingué six mois plus tard par deux toques et un 15/20 au guide Gault et Millau. Il combine ingrédients locaux et épices, rappelant le lien de Saint-Malo avec la route des Indes. Son saint-pierre « retour des Indes » fait sa réputation,. Il obtient sa première étoile au guide Michelin en 1984, et la deuxième en 1988. Il est noté 19 sur 20 dans le guide Gault et Millau de 1990, et 19,5 dans celui de 1994, qui le sacre « Cuisinier de l'année ». En 2006, il est le seul promu à la troisième étoile Michelin. Avec Michel Bras ou Pierre Gagnaire, il est devenu un des grands représentants de la cuisine française contemporaine, et un promoteur du métissage culinaire,.
Le 7 novembre 2008, âgé de 53 ans, il décide de fermer son restaurant 3 étoiles. Estimant qu'il n'a plus la condition physique nécessaire pour être quotidiennement derrière les fourneaux, il justifie son départ par des raisons personnelles et le vœu d'entamer « une nouvelle vie ». Il est le quatrième chef triplement étoilé à « rendre » ses étoiles après Joël Robuchon en 1996, Alain Senderens en 2005 et Antoine Westermann en 2006. Il décide de poursuivre autrement la cuisine dans son bistrot marin Le Coquillage au Château Richeux. 
Passionné des épices, il en recherche la plus belle qualité, en privilégiant les cultures bio et le commerce équitable. Dans la Maison de Bricourt, à Cancale, sont créés et fabriqués ses mélanges d’épices, huiles et aromates. Il a ouvert des « entrepôts - boutiques  Épices-Roellinger » à Cancale, Saint-Malo et Paris ainsi qu'un site consacré aux épices.
En novembre 2009, il devient vice-président de l'association internationale des Relais & Châteaux.
En 2010, il publie le premier tome Les Parfums de l’enfance de la collection « Voyages aux pays des Merveilles » et le restaurant « Le Coquillage » des « Maisons de Bricourt » a une étoile au guide Michelin.
Le 16 mars 2011, il est élevé au rang de commandeur dans l'ordre des Arts et des Lettres par le ministre de la Culture et de la Communication Frédéric Mitterrand.
En 2012, il apparaît dans le documentaire de Lutz Hachmeister Three stars, où il relate l'obtention de sa première étoile, ainsi que dans le documentaire de Christian Lejalé La Fabuleuse Aventure des épices, où il raconte sa passion des épices,.
Depuis 2014, son fils Hugo a repris la cuisine du restaurant « Le Coquillage », la table des « Maisons de Bricourt ». Sa fille Mathilde revient en 2017 pour poursuivre le travail d'élaboration des mélanges d'épices, d'algues et d'huiles qu'il a développé, tout en y ajoutant sa touche personnelle.
Olivier Roellinger est membre de l'Alliance Slow Food des Cuisiniers - France.

## Engagement politique
Olivier Roellinger est candidat aux élections régionales de 2021 en Bretagne sur la liste « Bretagne ma vie » de Daniel Cueff, en troisième position en Ille-et-Vilaine.

## Distinctions
- Chevalier de la Légion d'honneur
- Commandeur de l'ordre des Arts et des Lettres

## Publications
- Olivier Roellinger, Pour une révolution délicieuse, Paris, Fayard, 2019, 200 p. (ISBN 978-2-213-71477-6)
- Olivier Roellinger, Anne Testut (collaborateur) et Alain Willaume (collaborateur), Une cuisine contemporaine, Paris, Flammarion, 2005, 232 p. (ISBN 2-08-200949-1)